# St. Maria Immaculata (Rhedebrügge)

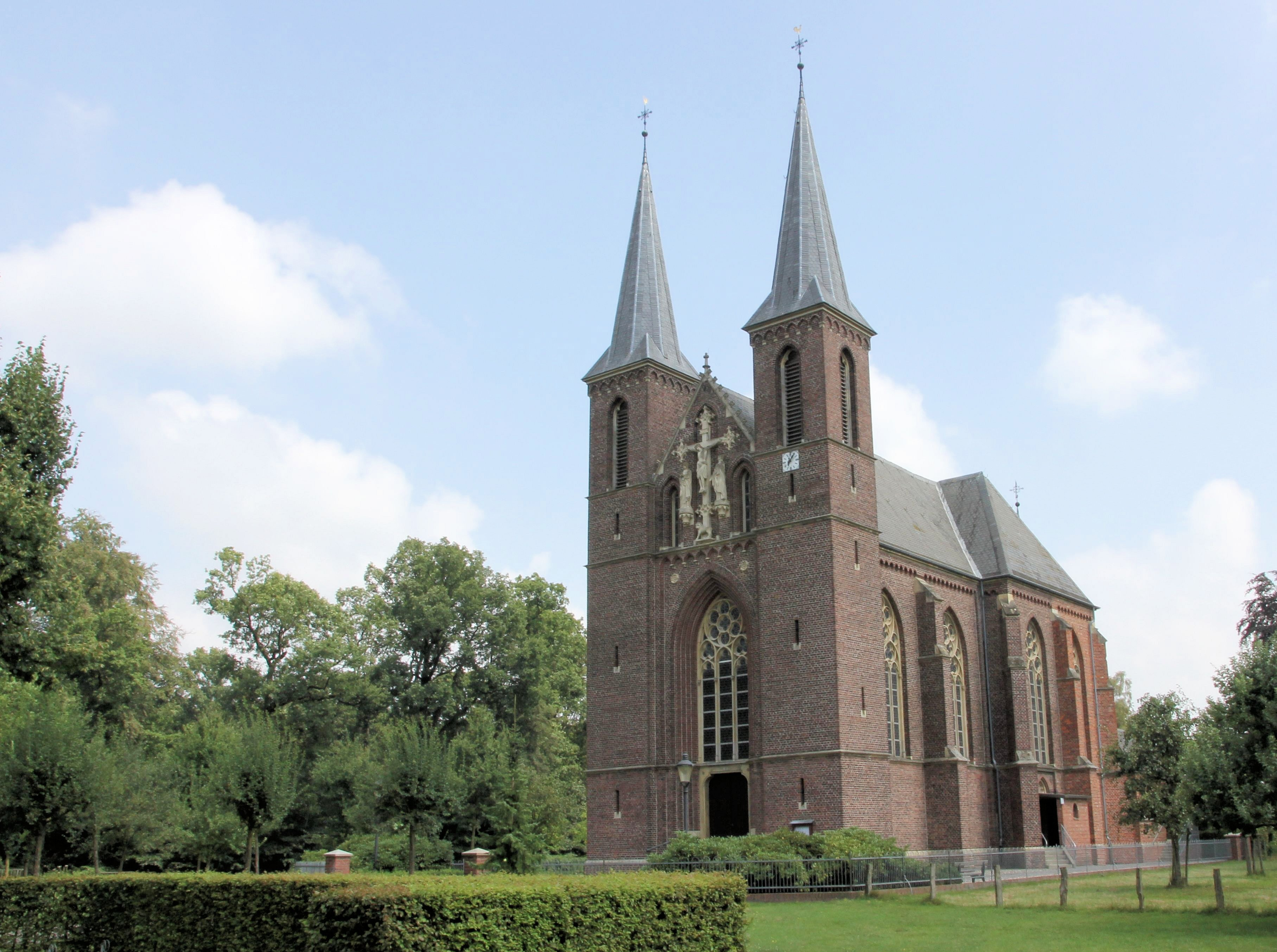
Ansicht der Kirche

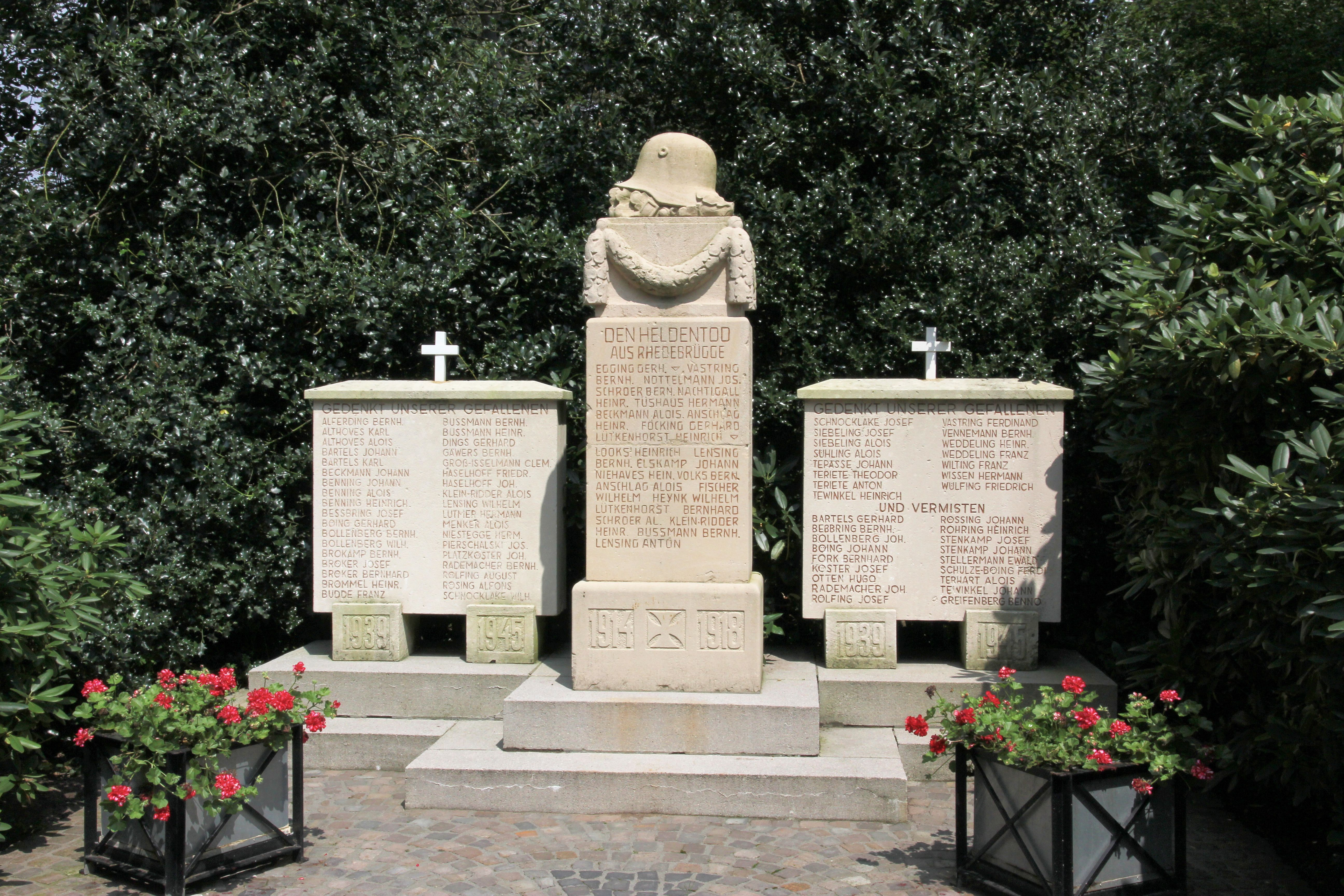
Gefallenendenkmal

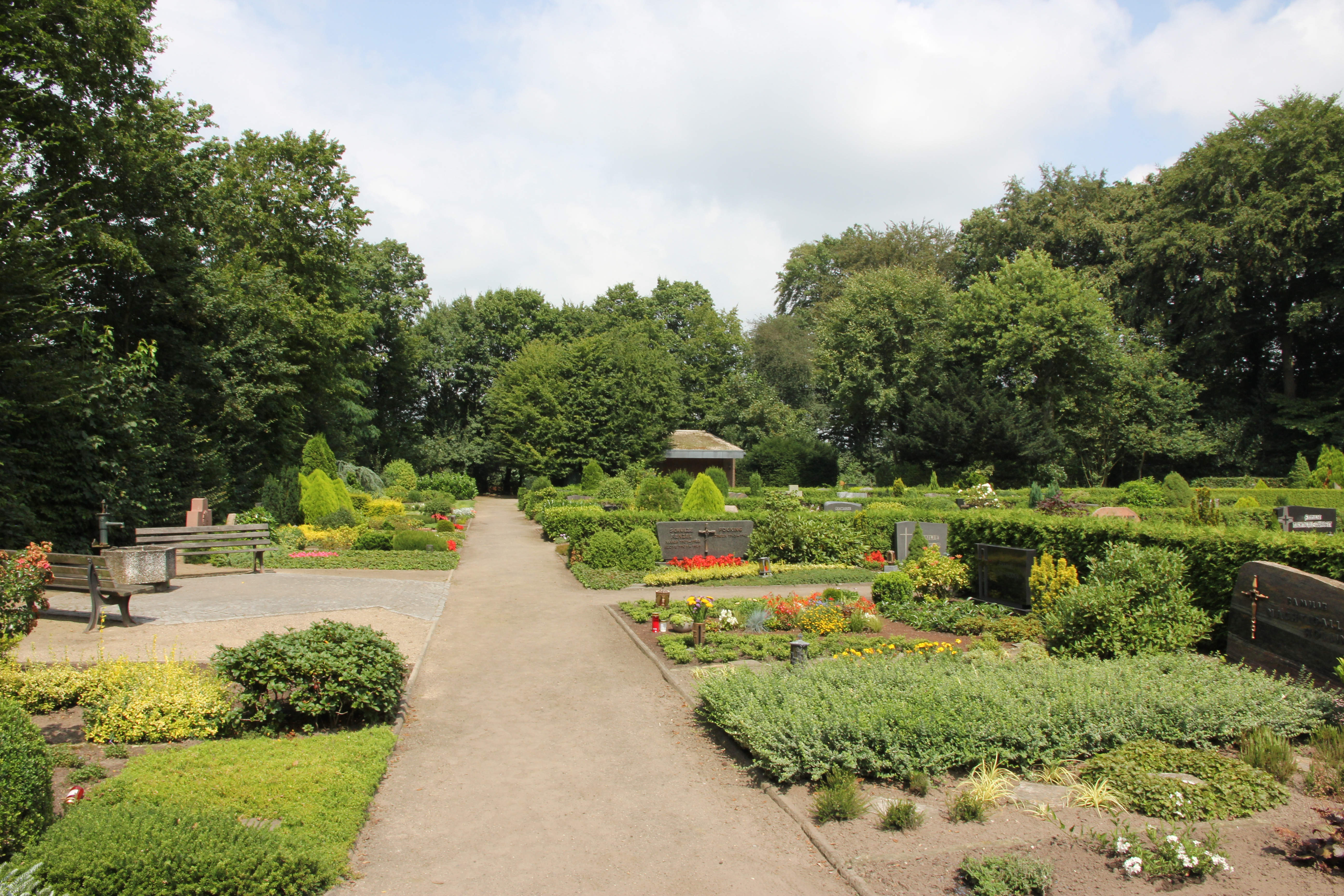
Kirchfriedhof

St. Maria Immaculata ist eine als Votivkirche erbaute Pfarr- und heutige Filialkirche von St. Martin in Raesfeld und steht in der zu Borken, Nordrhein-Westfalen, gehörenden Bauerschaft Rhedebrügge.

## Geschichte
Erbaut wurde St. Maria Immaculata in den Jahren 1886 bis 1889 von Wilhelm Rincklake für die Besitzerfamilie des neben der Kirche gelegenen Gutshofes nach einer gut überstandenen längeren Seereise eines Familienmitgliedes. Die Kirche ist um 1900 nochmals erweitert worden.

## Architektur und Ausstattung
Es handelt sich dabei um einen neugotischen roten Backsteinbau mit einer Doppelturmfassade und kurzem Querhaus. An die Doppelturmfassade schließt sich ein zweijochiger Saal an, an diesen schließt sich eine zweijochige, dreischiffige Halle mit schmaleren Seitenschiffen an, die von außen als Querhaus erscheint. Den Abschluss bildet der einjochige Chor mit 5/8-Schluss. Südlich des Chores eine Art Patronatsloge zu ebener Erde, nördlich befindet sich die Sakristei. Das Dach über dem Querhaus ist abgewalmt. Die Fenster haben ein sandsteinernes Maßwerk.
Die Ausstattung ist grob orientierend zwei Abschnitten zuzuordnen. Die Kirchenbänke sind neugotisch, ebenfalls der Orgelprospekt samt -bühne. Der Kreuzweg ist modern, ebenso das Chorgestühl im Querhaus und der Zelebrationsaltar. Auch der Hochaltar, offensichtlich noch kurz vor dem Konzil errichtet und selten genug, dass ein solches eher schlichtes Werk noch steht, ist ein „typisches 1950er-Jahre-Werk“ mit einem niedrigen Tabernakel aus Silber(-farbenem Material?). Der Hochaltar ist ein nach unten zu beiden Seiten abgeschrägter, frei stehender Block auf schmalerem Sockel. Dahinter an der Wand als Altarbild befindet sich ein Ölgemälde (St. Joseph?) in allerdings relativ kleinem Ausmaß. Beide Altäre sind aus grünlichem Stein. Statt Seitenaltären befinden sich an der Nahtstelle Langhaus/Querhaus zwei moderne Mosaike, links ein Gnadenbild Unserer Lieben Frau von der immerwährenden Hilfe, rechts ein männlicher Heiliger. Das Gewölbe ist mit Rankenmalerei verziert.

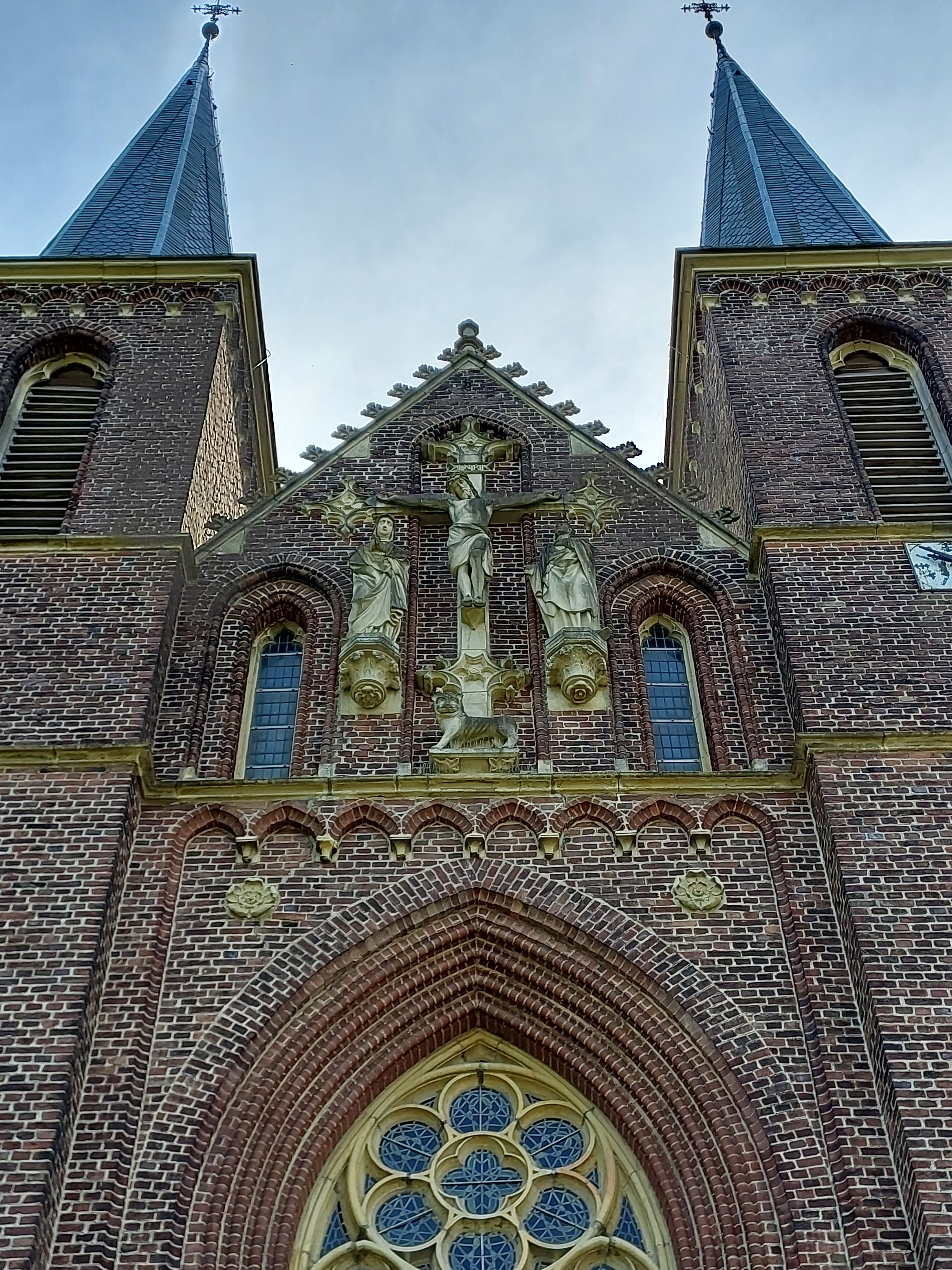
Kreuzigungsgruppe über dem Eingangsportal

Im Chorraum befindet sich ein Triumphkreuz, welches vom Bildhauer August Schmiemann (Münster) im Jahre 1910 geschaffen wurde.
Die Orgel wurde 1978 von dem Orgelbauer Walcker mit elf Registern auf zwei Manualen und Pedal in einem vorhandenen Orgelgehäuse des Orgelbauers Breil aus dem Jahre 1896 erbaut. Die Disposition wurde später erweitert. Das Schleifladen-Instrument hat heute 17 Register auf zwei Manualen und Pedal. Die Spiel- und Registertrakturen sind mechanisch.
| I Hauptwerk C–g3 |               |        |
| 1.               | Hohlflöte     | 08′    |
| 2.               | Prinzipal     | 04′    |
| 3.               | Flauto dolce  | 04′    |
| 4.               | Nasat 0       | 02 ⁄3′ |
| 5.               | Schwiegel     | 02′    |
| 6.               | Mixur IV      |        |
| 7.               | Kropftrompete | 08′    |
|                  | Tremulant     |        |

| II Nebenwerk C–g3 |               |        |
| 8.                | Bordun        | 08′    |
| 9.                | Viola         | 08′    |
| 10.               | Flauto        | 04′    |
| 11.               | Oktave        | 02′    |
| 12.               | Quinte        | 01 ⁄3′ |
| 13.               | Cornettino IV |        |
|                   | Tremulant     |        |

| Pedal C–f1 |               |     |
| 14.        | Subbass       | 16′ |
| 15.        | Praestant     | 08′ |
| 17.        | Kropftrompete | 08′ |
| 17.        | Fagott        | 16′ |

- Koppeln: II/I, I/P, II/P.

## Friedhof und Denkmal
In unmittelbarer Nähe zur Kirche befindet sich ein Friedhof sowie ein Denkmal zu Ehren der Gefallenen und Vermissten der beiden Weltkriege.

## Fronleichnamsprozession
Bei der am Sonntag nach Fronleichnam stattfindenden Prozession zu vier Außenaltären wird während der gesamten Prozession zum nächsten Segensaltar geläutet. An den Außenaltären wird bei Ankunft und zum sakramentalen Segen geböllert. Die Kreisstraße 39 ist auf dem gesamten für die Prozession genutzten Abschnitt beidseitig mit Fähnchen bestückt. Die Gesänge auf dem Prozessionsweg werden von einer Musikkapelle begleitet.